# Антоніо Родрігес Довале
Антоніо Родрігес Довале (ісп. Antonio Rodríguez Dovale, нар. 4 квітня 1990, Ла-Корунья) — іспанський футболіст, півзахисник гонконзького клубу «Істерн».

## Ігрова кар'єра
Народився 4 квітня 1990 року в місті Ла-Корунья. Вихованець юнацьких команд футбольних клубів «Ураль», «Обрадойро», «Барселона» та «Сельта Віго». З 2007 року став виступати за команду «Сельта Б», в якій провів чотири сезони, взявши участь у 26 матчах чемпіонату.
У віці 19 років він дебютував за першу команду «Сельти», зігравши 29 серпня 2009 року в домашньому матчі Сегунди проти «Нумансії» (1:2).
Не ставши основним гравцем, Антоніо на деякий час був відданий в оренду в «Уеску», повернувшись з якої зумів стати основним гравцем «Сельти» і у в сезоні 2011/12 допоміг «Сельті» повернутися в Ла Лігу після п'ятирічної перерви. Його дебют у вищому іспанському дивізіоні відбувся 18 серпня 2012 року в домашньому матчі проти «Малаги», в якому він вийшов на заміну. Після приходу на посаду головного тренера «Сельти» Луїса Енріке влітку 2013 року Тоні залишився в клубі, але втратив місце в основі і йому довелося перекваліфікуватися в лівого захисника. Однак навіть там він став частіше залишався в запасі, при цьому на його позиції грав навіть правий захисник Хонні.
В результаті 11 березня 2014 року Тоні перейшов до американського клубу «Спортінг» (Канзас-Сіті) з Major League Soccer.. Він дебютував у своїй новій команді 5 квітня, зігравши останні десять хвилин домашньої гри проти «Реал Солт-Лейк» (0:0), а перший гол забив 27 травня 2014 року в матчі проти «Нью-Йорк Ред Буллз» (1:1). Його контракт закінчився 31 грудня і не був продовжений.
29 січня 2015 року Родрігес повернувся до Іспанії, ставши гравцем «Луго» з Сегунди. До кінця сезону Родрігес у складі команди Кіке Сетьєна провів 20 ігор і забив 3 голи, після чого покинув клуб.
10 липня 2015 року Довале перейшов до іншої команди Сегунди «Леганес», погодивши однорічний контракт. Він зіграв 18 матчів за команду, яку очолював Асьєр Гарітано, і допоміг їй вперше в історії вийти до Ла Ліги. Втім так у наступному сезоні він зіграв лише одну гру у Кубку, тому у лютому 2016 року перейшов у «Райо Вальєкано», де і дограв сезон.
У червні 2017 року він підписав контракт із футбольним клубом «Бенгалуру» з індійської Суперліги. Головним тренером команди був інший іспанець Альберт Рока, а в команді грали інші співвітчизники Міку, Хуанан, Дані Сеговія та Віктор Перес. У лютому 2018 року Антоніо увійшов в історію, ставши першим гравцем клубу, який зробив хет-трик в офіційних змаганнях АФК. Це сталось в матчі Кубка АФК проти мальдівського «ТК Спортс». За підсумками сезону став з командою віце-чемпіоном Індії.
У вересні 2018 року Довале підписав контракт з кіпрським клубом «Неа Саламіна», але вже 10 грудня повернувся до Індії і був орендований клубом «Іст Бенгал» з Калькутти. У клубі, який тренував іспанець Алехандро Менендес, він посів друге місце в І-лізі.
Після завершення контракту з кіпріотами він відправився до Таїланду і в липні 2019 року приєднався до команди другого дивізіону «Наві». Команда з Чонбурі, яка щойно вилетіла з вищої категорії, провела невдалий сезон, фінішувавши на передостанньому місці. В результаті наприкінці 2019 року з іспанцем не продовжили контракт і з січня 2020 року до початку січня 2021 року він залишався без клубу.
В результаті Антоніо повернувся до Галісії, де його настигла пандемія COVID-19. В результаті скористався можливістю пройти стажування в сімейній аптеці в Ла-Коруньї. Через кілька місяців він почав тренуватися з клубом «Расінг Ферроль», а в січні 2021 року підписав контракт з клубом «Ель-Ехідо», з яким грав до кінця сезону 2020/21 у Сегунді B.
14 вересня 2021 року Довале приєднався до клубу Прем'єр-ліги Гонконгу «Істерн», який очолював іспанський тренер Роберто Лосада. 31 травня 2022 року Довал покинув клуб після закінчення контракту.